# Max Gallo
Max Gallo (wym. [maks ɡaˈlo]; ur. 7 stycznia 1932 w Nicei, zm. 18 lipca 2017 w Cabris) – francuski historyk, powieściopisarz, eseista i polityk. Mąż Marielle Gallo.

## Życiorys
Syn włoskiego imigranta. Kształcił się w Lycée du Parc-Impérial w Nicei, odbył później studia humanistyczne, po czym kształcił się w Instytucie Nauk Politycznych w Paryżu. Pracował jako nauczyciel w szkole średniej, następnie jako wykładowca akademicki w Nicei i w Instytucie Nauk Politycznych w Paryżu. W latach 70. był publicystą tygodnika „L’Express”, a w latach 1985–1986 redaktorem naczelnym dziennika „Le Matin de Paris”.
Autor licznych publikacji historycznych, w tym biografii Juliusza Cezara, Maximiliena de Robespierre'a, Giuseppe Garibaldiego, Napoleona, Róży Luksemburg oraz Charles’a de Gaulle’a.
Był działaczem Partii Socjalistycznej. W latach 1982–1983 sprawował mandat deputowanego do Zgromadzenia Narodowego VII kadencji. Od 1983 do 1984 zajmował stanowisko sekretarza stanu i jednocześnie rzecznika prasowego rządu, którym kierował Pierre Mauroy. W latach 1984–1994 zasiadał w Parlamencie Europejskim III i IV kadencji. W 1992 dołączył do Jeana-Pierre'a Chevènementa, wraz z nim tworzył Ruch Obywatelski, krótko pełniąc w nim funkcję przewodniczącego.
31 maja 2007 został wybrany w skład Akademii Francuskiej w miejsce Jeana-François Revela.